# Маунтин Сити (Џорџија)
Маунтин Сити (Џорџија) (енгл. Mountain City) град је у америчкој савезној држави Џорџија. По попису становништва из 2010. у њему је живело 1.088 становника.

## Демографија
Према попису становништва из 2010. у граду је живело 1.088 становника, што је 259 (31,2%) становника више него 2000. године.
| Група             | 2000.       | 2010.       |
| Белци             | 734 (88,5%) | 870 (80,0%) |
| Афроамериканци    | 5 (0,6%)    | 5 (0,5%)    |
| Азијати           | 1 (0,1%)    | 8 (0,7%)    |
| Хиспаноамериканци | 63 (7,6%)   | 177 (16,3%) |
| Укупно            | 829         | 1.088       |